# Liste der Monuments historiques in Vaudreuille
Die Liste der Monuments historiques in Vaudreuille führt die Monuments historiques in der französischen Gemeinde Vaudreuille auf.

## Liste der Bauwerke
| Bezeichnung                                         | Beschreibung | Standort | Kennzeichnung | Schutzstatus | Datum | Bild |
| --------------------------------------------------- | ------------ | -------- | ------------- | ------------ | ----- | ---- |
| Barrage de Saint-Ferréol                            |              | (Lage)   | PA31000015    | Inscrit      | 1997  |      |
| Centre national de vol à voile de la Montagne Noire |              | (Lage)   | PA31000084    | Inscrit      | 2009  |      |
| Kapelle St-Martin                                   |              | (Lage)   | PA31000006    | Inscrit      | 1996  |      |

## Liste der Objekte
- Monuments historiques (Objekte) in Vaudreuille in der Base Palissy des französischen Kultusministeriums